# 保羅·高施密特
保羅·愛德華·高施密特（英語：Paul Edward Goldschmidt，1987年9月10日—），綽號“戈爾迪”（Goldy），美國職棒大聯盟選手，職司一壘。他在2011年在響尾蛇隊首次亮相於大聯盟，2013年為他生涯重要的突破年，他先後榮獲國聯漢克阿倫獎，金手套獎，銀棒獎等重要的獎項頭銜，但可惜在MVP票選中敗於守備評價較高且有帶隊進入季後賽的麥卡臣。2015年為其生涯年，但MVP票選中則敗給了打出史詩級表現的哈波，再次第二作收。2018年底，響尾蛇隊不想處理這位身手已開始下滑的功勳老將的換約問題，將高施密特交易至紅雀隊換取數名新秀。在2022賽季再度打出絕佳表現，榮獲國聯漢克阿倫獎，銀棒獎及年度第一隊，也收下生涯首座MVP。

## 早年
高施密特出生在德拉瓦州的威靈頓，從小就是太空人隊的粉絲。而他在德州的伍德蘭市長大，並就讀伍德蘭高中。在2006年伍德蘭高中奪得州冠軍，而高施密特正是其陣中的三壘手。2006年洛杉磯道奇隊曾於第49輪選中他，但是他並沒有簽約，而是加入德克薩斯大學棒球隊。高施密特在大學棒球聯盟的成就極為傑出，兩度榮獲NCAA南方領地聯盟最佳打者，並於2009獲得MVP和入選全美大學聯盟第二陣容。總計高施密特在大學生涯擊出36支全壘打和179分打點，皆是校史紀錄。

## 職業生涯

### 亞利桑那響尾蛇
2009年MLB選秀中，亞歷桑納響尾蛇隊於第八輪246順位選中高施密特。 他以95,000美元的簽約金和響尾蛇簽約後被分配到新秀級先鋒聯盟的米蘇拉魚鷹隊，在那裡他在前74場職業比賽中打出了0.334、18支全壘打以及62分打點。同時18支全壘打也是球隊紀錄。
第二年，他在高階1A聯盟中為維薩利亞生皮隊打出35支全壘打，這是所有1A球員中最多的，在喬·鮑曼本壘打獎中僅次於麥克·穆斯塔卡斯和馬克·川柏。他同時也入選全明星，並獲得加州聯賽MVP。他還被評為亞利桑那響尾蛇小聯盟年度最佳球員。
2011年，高施密特為2A南方聯盟的莫比爾灣熊隊效力。在7月底之前的103場比賽中，他的打擊率為0.306，30支全壘打和94個打點，在全壘打和打點方面領先所有小聯盟球員，而他的82次保送排名第三。賽季結束後，高施密特再次被評為響尾蛇隊年度最佳球員、美國棒球小聯盟第一隊、2A聯盟全明星一壘手、南方聯盟全明星一壘手和南方聯盟MVP。
2011年球季
響尾蛇隊於2011年8月1日將高施密特升上大聯盟。高施密特於8月1日在他的第一個大聯盟打席中擊出一壘安打，並在第二天從舊金山巨人隊投手蒂姆·林斯肯手中擊出他的大聯盟首轟。高施密特在他的前44個大聯盟打席中出局20次。在他的新秀賽季，高施密特在48場比賽中打出打擊率0.250、8支全壘打和26分打點的成績。
2011年季末，響尾蛇隊進入了季後賽，並在NLDS中對陣密爾沃基釀酒人隊。在第三場比賽中，戈德施密特打出一發滿貫全壘打，擴大了球隊在系列賽首場勝利中的領先優勢。他的全壘打是MLB季後賽歷史上新秀的第三次滿貫砲。響尾蛇隊在鏖戰五場後輸掉了系列賽，而高施密特以打擊率0.438的成績打了6分打點，上壘率為0.526。
2012-2015年球季
高施密特於2012年進入響尾蛇隊的開季名單，並於2012年6月1日在瑞格利球場對陣芝加哥小熊隊的比賽中，從後援投手卡洛斯·馬摩爾手中擊出職業生涯首支滿貫砲。四天後，戈德施密特在面對紅雀隊後援投手邁克·克萊託的比賽中再次擊出滿貫砲。總計2012年高施密特出賽145場，打擊率0.286，並擊出20支全壘打、82次得分、82分打點、43個二壘安打和18次盜壘。
在2013年賽季之前，響尾蛇隊和高施密特簽下4年3,200萬美元的延長合約，其中包括價值1,450萬美元的2019年球隊選項。高施密特入選了國家聯盟全明星隊，在全明星賽的九局下半二出局時，他擊出二壘安打，這是國家聯盟全場僅有的三場安打之一，也是唯一一支長打。 8月13日，他在第九局下半對巴爾的摩金鶯隊打出扳平比分的全壘打，將比賽拖入延長賽。高施密特然後在第11局下半擊出再見全壘打。高施密特在2013年8月20日對陣辛辛那提紅人隊的J.J.胡佛，打進了第三個大滿貫。在2013賽季的160場比賽中，他打出了0.302的打擊率、36支全壘打和125分打點。高施密特在國聯MVP投票中名列第二，僅次於匹茲堡海盜隊外野手安德魯·麥卡琴。值得一提的是，他在2013年以四次再見安打領銜美國職業棒球大聯盟。
高施密特是2014年全明星賽的國聯先發一壘手。2014年，高施密特的打擊率是0.300，打出19支全壘打、75次得分和69分打點。他在8月1日時被海盜後援投手埃內斯托·福瑞利的觸身球及傷右手導致骨折，並在DL度過餘下球季。
2015年6月10日，高施密特在對陣洛杉磯道奇隊的布雷特·安德森的比賽中擊出職業生涯第100支全壘打。在他的第100支全壘打時，高施密特在響尾蛇隊的歷史全壘打榜上排名第六。當年稍晚，高施密特再次成為全明星賽的國聯先發一壘手。 高施密特在2015年打出0.321的打擊率，33支全壘打和110次打點，外加領先大聯盟的29次故意四壞。他贏得了他的第二個金手套獎和銀棒獎。三個賽季以來，高施密特第二次被選為全國聯盟最有價值球員獎的第二名，這一次落後於華盛頓國民隊的外野手布萊斯·哈波。
2016-2018年球季
2016年，高施密特在579個打席中打擊率是0.297，並打出24支全壘打、106次得分和95分打點。他被選中參加2016年MLB全明星賽，3個打席俱墨。
2017年8月3日，高施密特首次在一場比賽中擊出三支全壘打，幫助響尾蛇隊以10-8擊敗芝加哥小熊隊。在他的職業生涯中，高施密特第五次入選國家聯盟全明星隊。2017年9月13日，在對陣科羅拉多洛磯隊的比賽中，高施密特創下了職業生涯第1,000支安打。高施密特以打擊率0.297、36支全壘打、117次跑壘和120次打點結束了2017賽季。 賽季結束後，高施密特獲得了他的第三個金手套獎和銀棒獎。他還在國聯最有價值球員獎投票中名列第三。 在2017年國家聯盟外卡賽中，高施密特在第一局中打出三分全壘打，幫助響尾蛇隊以11-8擊敗洛磯隊。在2017年NLDS期間，高施密特的打擊率僅為0.091。響尾蛇隊在系列賽中輸給了洛杉磯道奇隊。
在2018賽季5月的前20場比賽中，高施密特苦苦掙扎，在73個打席中僅打出7支安打。當時這將他本賽季的打擊率降低到只有0.198。在接下來的一個月裡，高施密特取得了進步，在6月1日至7月3日期間的平均打擊率為0.390。在6月，他職業生涯首次獲得了國家聯盟月度最佳球員獎。他的努力使他連續第六年入選全明星隊。2018年8月3日，戈德施密特在對陣舊金山巨人隊的克里斯·斯特拉頓的比賽中打出了他職業生涯的第200支全壘打。高施密特以 打擊率0.290、33支全壘打、95次得分和83分打點完成了2018賽季。
總計在響尾蛇隊高施密特出賽1,088場，打出209支全壘打，710分打點，1,179支安打，708次得分，以及267支二壘安打。賽季結束後，響尾蛇隊對高施密特2019賽季的合約行使了1,450萬美元的選擇權。

### 聖路易紅雀
2018年12月5日，響尾蛇隊將高施密特交易到聖路易紅雀隊，以換取盧克·威佛、卡森·凱利、安迪·楊和2019年選秀中的競爭平衡B輪選秀權。
2019年3月23日，高施密特和紅雀隊同意了一份價值1.3億美元的五年延長合約。這份合約成為球隊歷史上最大的一份合約，超過了與麥特·哈勒戴在2010年簽訂的為期七年、價值1.2億美元的合約。 在他與紅雀隊對陣密爾瓦基釀酒人隊的第二場比賽中，他擊出三支全壘打，並成為大聯盟歷史上第一位在與新球隊的第一場或第二場比賽中擊出三支全壘打的球員。2019年4月20日，在對陣紐約大都會隊的比賽中，戈德施密特對戰保羅·塞瓦爾德，擊出一發飛行465英尺的全壘打，這將成為他職業生涯最遠的全壘打，也是Statcast啟用以來在布希體育場擊出的最遠的本壘打。2019年6月21日，在對陣洛杉磯天使隊的比賽中，高施密特擊出一顆界外球，球飛越上層座位並飛出體育場，這是目前布希體育場的第一次此類事件。2019年7月26日，在對陣休斯頓太空人隊的比賽中，高施密特職業生涯首次連續6場比賽打出全壘打，追平了此前由麥特·卡本特和馬克·麥奎爾創造的紅雀隊隊史紀錄。高施密特在他作為紅雀隊員的第一個賽季於161場比賽中，打擊三圍是0.260/.346/.476，外加34支全壘打和97次打點。在防守方面，他擁有所有大聯盟一壘手中最好的守備率（0.996）。賽季結束後，他獲得第一個身穿紅雀隊制服的金手套。
2020年，高施密特於58場比賽中打擊三圍是.304/.417/.466，外加6支全壘打、21分打點和58支安打。2020年10月28日，他接受了右肘骨刺切除手術。
2021年4月13日，在對陣華盛頓國民隊的比賽中，高施密特擊出了職業生涯第250支全壘打。

## 外部連結
- 球員資訊和成績在MLB ，ESPN ，Retrosheet ，Baseball Reference ，Baseball Reference (Minors) ，Fangraphs ，The Baseball Cube （英文）
- 保羅·高施密特在台灣棒球維基館上的頁面（繁體中文）